# Artabotrys hainanensis
Artabotrys hainanensis este o specie de plante angiosperme din genul Artabotrys, familia Annonaceae, descrisă de Robert Elias Fries. Conform Catalogue of Life specia Artabotrys hainanensis nu are subspecii cunoscute.